# Brietz
Brietz ist eine Ortschaft und ein Ortsteil der Hansestadt Salzwedel im Altmarkkreis Salzwedel in Sachsen-Anhalt.

## Geographie

### Lage
Das altmärkische Dorf Brietz liegt fünf Kilometer nordwestlich von Salzwedel. Nordöstlich des Dorfes befindet sich der Wohnplatz Brietzer Mühle. Nördlich der Mühle liegen vier große Seen mit Flachgewässern, die Brietzer Teiche. Nördlich des Dorfes liegt das EU-Vogelschutzgebiet Landgraben-Dumme-Niederung.
Die Nachbarorte sind Haus Wendland im Norden, Wustrow, Blütlingen im Nordosten, Alte Ziegelei, Chüttlitz, Böddenstedter Mühle und Böddenstedt im Südosten, Groß Gerstedt im Süden, Klein Gerstedt, Bombeck und Rockenthin im Südwesten, Hestedt im Westen sowie Cheine, Luckau und Nauden im Nordwesten.

### Ortschaftsgliederung
Zur Ortschaft Brietz gehören der Ortsteil Brietz mit dem Wohnplatz Brietzer Mühle und der Ortsteil Chüttlitz.

## Geschichte

### Mittelalter bis Neuzeit

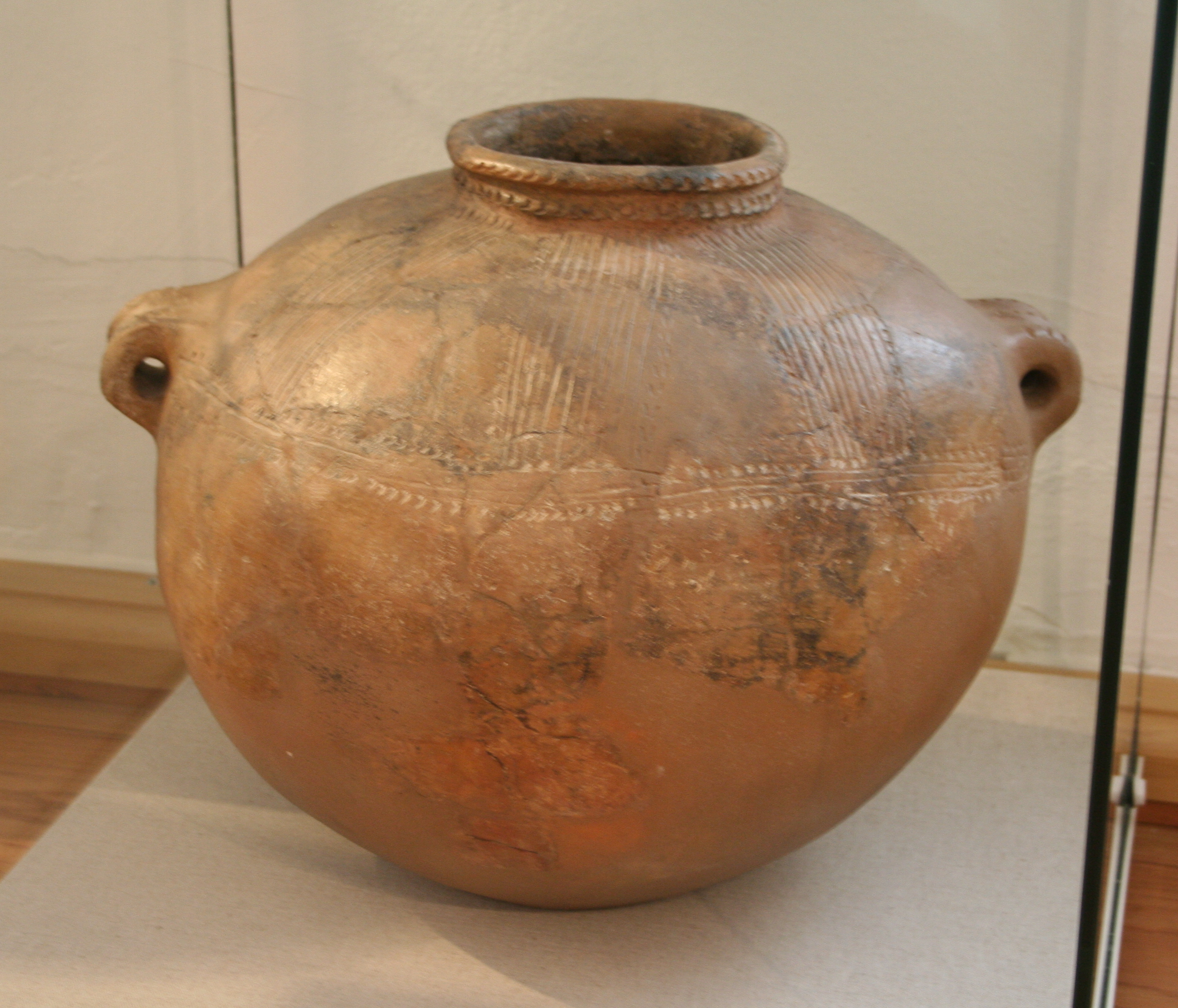
Strichbündelamphore der Einzelgrabkultur aus Brietz im Johann-Friedrich-Danneil-Museum in Salzwedel

Im Jahre 1366 wurde das dorp tho Britze erstmals erwähnt, als Hans von Chartow den von der Schulenburg Einnahmen aus einigen Dörfern überließ.
Im Landbuch der Mark Brandenburg von 1375 wird der Ort als Brist aufgeführt, es gehörte dem Kloster Dambeck. Weitere Nennungen sind 1420 to Bryze (Or Brist), 1541 Bryst, 1579 Brietzen, 1687 und 1804 Brietze. 1873 hieß das Dorf schon Brietz (Brietze).
Das Großsteingrab Brietz wurde im 19. Jahrhundert zerstört.
Brietz entstand als Rundplatzdorf. Nach dem Dorfbrand im Jahr 1845 wurde es stark verändert wieder aufgebaut.
Etwa einen Kilometer nördlich des Dorfes liegt der Bergbaustandort „Feldstation Cheine 1 und 2“, eine zurückgebaute Ergasförderungsanlage in dessen Nähe sich ein archäologisches Denkmal befindet.

### Eingemeindungen
Ursprünglich gehörte das Dorf zum Salzwedelischen Kreis der Mark Brandenburg in der Altmark. Zwischen 1807 und 1813 lag es im Landkanton Salzwedel auf dem Territorium des napoleonischen Königreichs Westphalen. Ab 1816 gehörte die Gemeinde zum Kreis Salzwedel, dem späteren Landkreis Salzwedel.
Am 25. Juli 1952 kam die Gemeinde zum Kreis Salzwedel. Am 1. März 1973 wurde die ehemals eigenständige Gemeinde Chüttlitz aus dem Kreis Salzwedel nach Brietz eingemeindet. Die Gemeinde Brietz wurde am 1. Juli 1994 von Kreis Salzwedel in den Altmarkkreis Salzwedel eingegliedert. Am 1. Januar 2003 wurde Brietz mit seinem Ortsteil nach Salzwedel eingemeindet. Gleichzeitig entstand die Ortschaft Brietz mit den Ortsteilen Brietz und Chüttlitz.

### Einwohnerentwicklung
| Jahr | Einwohner |
| ---- | --------- |
| 1734 | 086       |
| 1774 | 080       |
| 1789 | 093       |
| 1798 | 097       |
| 1801 | 098       |
| 1818 | 097       |
| 1840 | 148       |
| 1864 | 245       |
| 1871 | 267       |
| 1885 | 228       |

| Jahr | Einwohner |
| ---- | --------- |
| 1892 | [00]248   |
| 1895 | 284       |
| 1900 | [00]251   |
| 1905 | 250       |
| 1910 | [00]257   |
| 1925 | 296       |
| 1939 | 284       |
| 1946 | 415       |
| 1964 | 259       |
| 1971 | 249       |

| Jahr | Einwohner |
| ---- | --------- |
| 1981 | 449       |
| 1993 | 456       |
| 2005 | [00]499   |
| 2010 | [00]456   |
| 2014 | [00]429   |
| 2015 | [00]445   |
| 2020 | [00]409   |
| 2021 | [00]406   |
| 2022 | [00]399   |
| 2023 | [0]402    |

Quelle, wenn nicht angegeben, bis 1993

## Religion
Die evangelischen Christen aus Brietz gehörten zur Kirchengemeinde Kemnitz, die früher zur Pfarrei St. Marien- und Mönchskirche in der Altstadt von Salzwedel gehörte. Die Brietzer gehören heute zum Pfarrbereich Salzwedel–St. Marien im Kirchenkreis Salzwedel im Bischofssprengel Magdeburg der Evangelischen Kirche in Mitteldeutschland.

## Politik

### Ortsbürgermeister
Wolfgang Kappler ist Ortsbürgermeister der Ortschaft Brietz.
Der letzte Bürgermeister der Gemeinde war Rudolf Linke († 2020).

### Ortschaftsrat
Die Ortschaftsratswahl am 9. Juni 2024 lieferte folgende Sitzverteilung:
- 4 Sitze Freie Wählergemeinschaft Brietz
- 1 Sitz Einzelbewerber Seemann

Es wurden zwei Frauen und drei Männer gewählt. Von 747 Wahlberechtigten hatten 556 ihre Stimme abgegeben, die Wahlbeteiligung betrug damit 73,43 Prozent.

## Kultur und Sehenswürdigkeiten
Der Ortsfriedhof befindet sich in der Ortsmitte.